# Adenium boehmianum
Adenium boehmianum (nombres comunes: veneno del bosquimano, veneno de bushman) es una especie de planta suculenta venenosa endémica de las regiones más secas del norte de Namibia y el sur de Angola. Los cazadores del pueblo bosquimano hierven la savia y el látex de las raíces para preparar veneno para sus flechas, el cual es lo suficientemente poderoso como para cazar grandes mamíferos, ya que contiene sustancias con potentes efectos cardiotóxicos.
Las hojas, que están presentes solo 3 meses por año, están organizadas en forma de espiral y se agrupan cerca del extremo de las ramas. La planta florece apenas unas pocas semanas en invierno. El fruto oblongo libera numerosas semillas a través de una ranura longitudinal, las cuales gracias a sus penachos laterales son dispersadas por el viento.